# نورا بي-52
نورا بي-52  (بالإنجليزية: NORA B-52)‏ هو مدفع هاوتزر ذاتي الدفع عيار 155 ملم/52 ، تنتجه Yugoimport-SDPR لصالح الجيش الصربي، ولأغراض التصدير.

## نبذة تاريخية
اكتمل أول نموذج مبدئي للهاوتزر نورا بي-52 في عام 2003. وتم الانتهاء من تطوير النظام في عام 2004، كما تم إدخال أول 12 قطعة منة في الخدمة بالجيش الصربي في عام 2007.

## التصميم والمواصفات
منظومة مدفع هاوتزر نورا بي-52 عيار 155 ملم تشتمل على مجموعة من الانظمة الفرعية والمكونات، ومنهاأنظمة فرعية للتسليح، ومنظومة معدلة خاصة بالقيادة خارج الطرق الممهدة، وأنظمة هيدروليكية، وأنظمة الهواء المضغوط، وكذلك أنظمة فرعية للطاقة الكهربائية، ونظام السيطرة النيرانية Fire Control System FCS. كل هذه الأنظمة الفرعية علاوة على أنظمة أخرى خاصة بالتهوية، والتبريد، والوقاية من الحريق، ومنظومة الاتصالات بين أفراد الطاقم، ووحدة طاقة إحتياطية، تشكل -مجتمعةً- منظومة رئيسية متكاملة لمدفع هاوتز متطور.

### المحرك ومنظومة التنقل
مركبة مدفع هاوتزر نورا بي-52 وهي الشاحنة FAP 2832، تعمل بمحرك ديزل مرسيدس بنز OM 501 LA بقوة 360 حصان. ويدير المحرك أربعة أعمدة مرفقية (أعمدة كرنك) Crankshaft، في حين أن اثنين من أذرع التوجيه الأمامية يربطان عجلة القيادة بمعدات التوجيه. 

## المهام الرئيسية

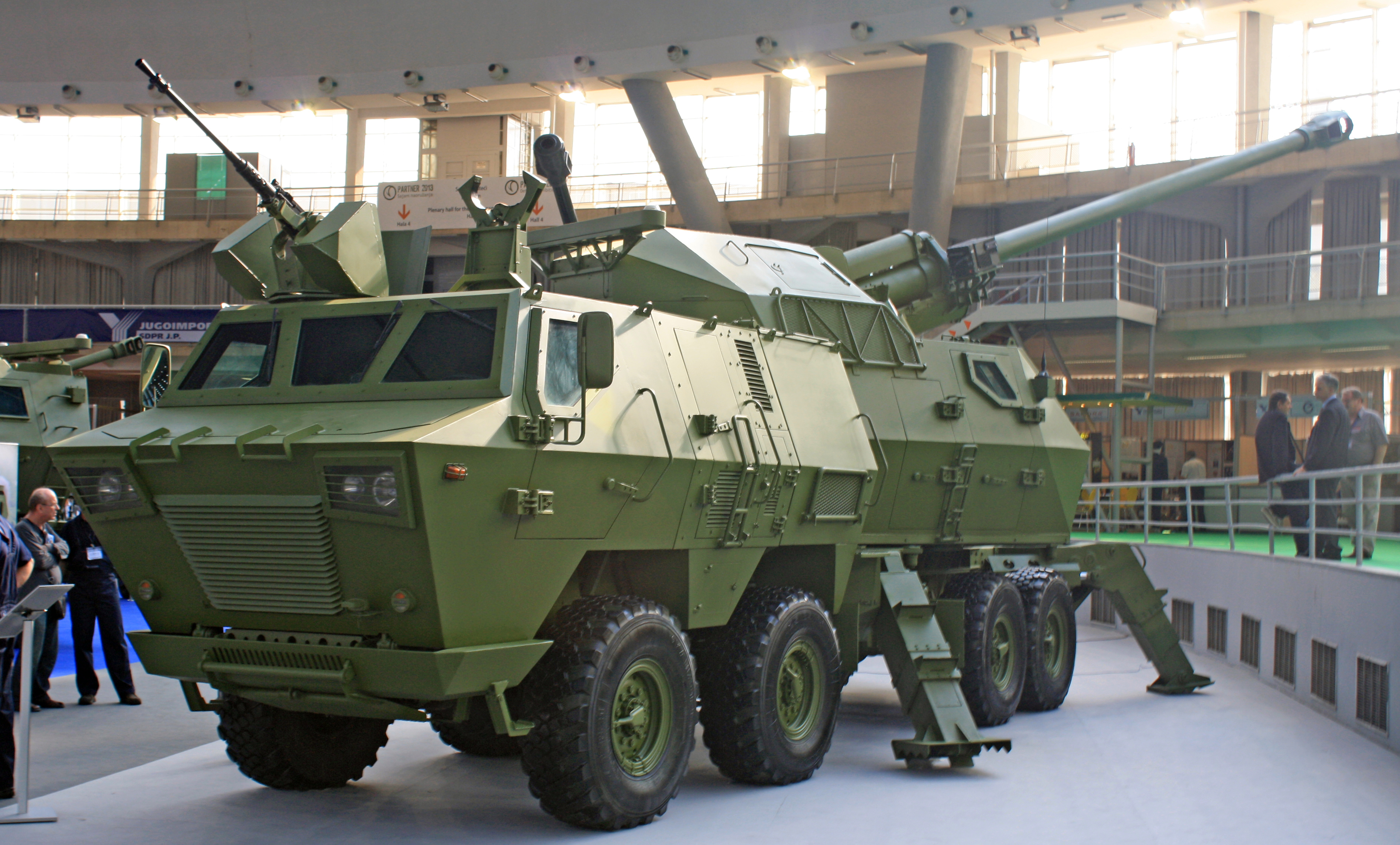
نورا بي-52 Nora B-52K1

في وصف مهام النسخة المتطورة كيه-1 من هاوتزر نورا بي-52 (NORA B-52K1) نجد أن المروجين لها يبنون دعايتهم على كون الهاوتزرات من هذه النسخة يمكنها الإضطلاع بالمهام الرئيسية التالية:
1. تحييد مدفعية العدو، والهاوتزرات سواء المقطورة أو ذاتية الدفع، والمورترات، وراجمات الصواريخ MLRS.
2. تحييد المدفعية المضادة للطائرات وصواريخ الدفاع الجوي Air defence missiles ، ورادارات الدفاع الجوي بالمواقع الأمامية Forward deployed AD radars.
3. قطع خطوط الإمداد، وتحييد القواعد والمراكز اللوجيستية وتجمعات مركبات النقل.
4. تحييد الموارد البشرية لقوات العدو، سواء كانت بملاجئها أم مكشوفة.
5. تحييد تجمعات مدرعات العدو (دبابات وعربات مدرعة). وكذلك تدمير تحصينات العدو الميدانية، ونقاط المقاومة.
6. تحييد مراكز اتصالات العدو، ومقرات القيادة.[3]

## طرز
تم إنتاج نورا بي-52 في عدد من النسخ بهياكل وابراج ودروع مختلفة، وهي: 

النسخة K0 كانت الإصدار الأول الأول من المدفع الهاوتزر نورا بي-52 بالتعريف (NORA B-52 K0). وتم عرض عرض هذه النسخة في المعرض الدولي للأسلحة والمعدات العسكرية PARTNER في كلا العامين 2007 و 2009 في صربيا.

النسخة K1 تم دعم هذه النسخة بتزويدها بنظام ملاحة أوتوماتيكي مستقل وبرج شبه مفتوح بنظام ألي (مؤتمت) للسيطرة النيرانية.وتم عرض هذه النسخة خلال معرض PARTNER في عام 2011.

النسخة M03 هي الإصدار الثالث من نورا بي-52، وتم تجهيز هذه النسخة ببرج شبه مفتوح وحماية كاملة للدروع. نورا.

النسخة KE هي النسخة الأخف وزناً،حيث تأتي بوزن قتالي قدره 27.4 طن. وهي مزودة أيضاً ببرج شبه مفتوح.

النسخة K-I هي نسخة محسنة من NORA B-52 KE ، ومزودة بمعدات الحماية النووية والبيولوجية والكيميائية، وتوفر حماية كاملة لأفراد طاقمها ضد نيران الأسلحة الصغيرة وشظايا قذيفة المدفعية. كما يمكن للهاوتزر -من هذه النسخة- تحمل انفجار 6 كيلوجرامات من مادة تي إن تي (TNT) تحت الهيكل.

وتم عرض نسخة K-I وأحدث إصدار NORA B-52 K2 خلال PARTNER عام 2013.

## التصدير
قامت صربيا بتصدير أنظمة ساحة المعركة من مدفعية هاوتز نورا بي-52 المدفعية (إصدارات مختارة من مدافع الهاوتزر ذاتية الحركة K1 ، KE ، K-I) وغيرها من مركبات الاستطلاع BOV M11 ، والقيادة BOV M10 ، للقوات المسلحة في ميانمار وكينيا وبنجلاديش.

وتتكون إحدى البطاريات المجهزة بالكامل عادة من:

- 6 إلى 12 مدفع هاوتزر ذاتي الدفع.

- 1 إلى 2 مركبة استطلاع BOV M11

- 3 مركبات قيادة BOV M10 بواقع ( مركبة واحدة لكل فصيل و الثالثة لقيادة البطارية).

- 3 إلى 6 شاحنات ذخيرة.
 
- مركبة للاتصالات وورش العمل.

- 2 إلى 3 مركبات الإمداد العام (الوقود ، الطعام ، الماء ، إلخ..)

- 1 إلى 2 مركبة اتجاهات إطلاق النار و محددات مواقع إطلاق النيران Gunfire locator ، مزودة برادار و محددات المدى الصوتي Sound ranging.

## ذخائر
هناك عدة أنواع مختلفة من الذخائر المتاحة، والتي تشمل مقذوفات 155 ملم منها ماهي صربية الصنع وأخرى من صناعة دول مختلفة. واعتماداً على نوع الذخيرة المستخدمة، يمكن الوصول لأمدية أكبر من غيرها، وتأثيرات على الهدف تتباين في قوتها.
| التسمية            | النوع         | المدى بالكيلومتر | العيار  | ملاحظات                  |
| ------------------ | ------------- | ---------------- | ------- | ------------------------ |
| M107               | HE M88        | 32               | 155 ملم | انتاج شركة Sloboda Čačak |
| M04                | ERFB          | 34               | 155 ملم | Sloboda Čačak            |
| M02                | ERFB/BB       | 41.8             | 155 ملم | Sloboda Čačak            |
| M02                | ERFB-BB       | 44               | 155 ملم | قيد التطوير              |
| M15                | HE ERFB RA/BB | 56               | 155 ملم | Sloboda Čačak            |
| Krasnopol (سلاح)   | BB            | 20               | 155 ملم | بنظام توجيه              |
| لم تتم تسميتها بعد | HE V-LAP      | 67               | 155 ملم | قيد التطوير              |

## المشغلين
بنجلاديش

18 مدفع ذاتي الدفع هاوتزر نورا بي-52 من طراز Nora B-52 MSG-25 (مزود بمنصة SAGEM Sigma 30 للملاحة بالقصور الذاتي، للملاحة والتأشير على الهدف). 

وشير بيانات معهد ستوكهولم الدولي لأبحاث السلام Sipri باستلام تلك الهاوتزات فيما بين عام 2013 وعام 2016.

 كينيا

تشير بيانات Sipri لاستلام كينيا أيضاً عدد 18 هاوتز نورا بي-52 خلال 2014 و 2015.

 ميانمار

أما ميانمار فقد تسلمت 30 مدفع هاوتزر من صربيا خلال عام 2008.

 صربيا

وقد أمرت صربيا بتوريد 18 هاوتزر نورا بي-52 لقواتها المسلحة.

## مشغلين محتملين
الإمارات العربية المتحدة

في 21 نوفمبر 2017 قدمت صربيا إستعراضاً للهاوتز نورا Nora-B52 M15 عيار 155 ملم/52 بدولة الإمارات العربية المتحدة، وتم اختبار الهاوتزر بميدان رماية مدفعية شمال أوظبي، وحضر الإستعراض وزير الدفاع الصربي الكسندر فولين وضباط بالجيش الإماراتي.
وقال فولين إن السلاح أظهر خصائص استثنائية من حيث المدى والدقة والقدرة على التنقل والمناورة وكذلك سرعة التفاعل. ونقل عن وزير الدفاع الصربي قوله «لدينا سبب يجعلنا نتوقع أن نحقق نجاحا كبيرا في السوق العالمية وكذلك في الإمارات».